# Temporada 1961-62 de los Cincinnati Royals
La temporada 1961-62 fue la decimocuarta de los Royals en la NBA. La temporada regular acabó con 43 victorias y 37 derrotas, ocupando el tercer puesto de la División Oeste, clasificándose para los playoffs, en los que cayeron en semifinales de división ante Detroit Pistons.

## Elecciones en elDraft
| Ronda | Puesto | Jugador         | Posición | Nacionalidad   | Universidad |
| ----- | ------ | --------------- | -------- | -------------- | ----------- |
| 1     | 3      | Larry Siegfried | Alero    | Estados Unidos | Ohio State  |
| 2     | 11     | Bob Wiesenhahn  | Alero    | Estados Unidos | Cincinnati  |
| 3     | 25     | Bevo Nordmann   | Pívot    | Estados Unidos | Saint Louis |
| 7     | 61     | Dave Zeller     | Base     | Estados Unidos | Miami (OH)  |

## Temporada regular
| División Oeste       | División Oeste | División Oeste | División Oeste | División Oeste | División Oeste | División Oeste | División Oeste | División Oeste |
| Equipo               | G              | P              | %              | PD             | Casa           | Fuera          | Neutral        | Div            |
| -------------------- | -------------- | -------------- | -------------- | -------------- | -------------- | -------------- | -------------- | -------------- |
| x-Los Angeles Lakers | 54             | 26             | .675           | –              | 26–5           | 18–13          | 10–8           | 33–13          |
| x-Cincinnati Royals  | 43             | 37             | .538           | 11             | 18–13          | 14–16          | 11–8           | 29–17          |
| x-Detroit Pistons    | 37             | 43             | .463           | 17             | 16–14          | 8–17           | 13–12          | 24–22          |
| St. Louis Hawks      | 29             | 51             | .363           | 25             | 19–16          | 7–27           | 3–8            | 16–30          |
| Chicago Packers      | 18             | 62             | .225           | 36             | 9–19           | 3–20           | 6–23           | 10–30          |

## Playoffs

### Semifinales de División
Detroit Pistons - Cincinnati Royals
| Fecha       | Partido                                    | Ciudad     |
| ----------- | ------------------------------------------ | ---------- |
| 16 de marzo | Detroit Pistons 123, Cincinnati Royals 122 | Detroit    |
| 17 de marzo | Cincinnati Royals 129, Detroit Pistons 107 | Cincinnati |
| 18 de marzo | Detroit Pistons 118, Cincinnati Royals 107 | Detroit    |
| 20 de marzo | Cincinnati Royals 111, Detroit Pistons 112 | Cincinnati |
|             | Detroit gana las series 3-1                |            |

## Estadísticas
| Rk | Jugador         | Edad | P  | PT | MP   | TC   | TCI  | %TC  | 3P | 3PI | %3P | TL  | TLI  | %TL  | RO | RD | RT   | AS   | RB | TAP | BP | FP  | PTS  |
| 1  | Oscar Robertson | 23   | 79 |    | 44.3 | 11.0 | 22.9 | .478 |    |     |     | 8.9 | 11.0 | .803 |    |    | 12.5 | 11.4 |    |     |    | 3.3 | 30.8 |
| 2  | Jack Twyman     | 27   | 80 |    | 37.4 | 9.2  | 19.3 | .479 |    |     |     | 4.4 | 5.4  | .811 |    |    | 8.0  | 2.7  |    |     |    | 4.0 | 22.9 |
| 3  | Wayne Embry     | 24   | 75 |    | 35.0 | 7.5  | 16.1 | .466 |    |     |     | 4.7 | 6.9  | .690 |    |    | 13.0 | 2.4  |    |     |    | 3.8 | 19.8 |
| 4  | Bucky Bockhorn  | 28   | 80 |    | 38.3 | 6.6  | 15.4 | .430 |    |     |     | 2.5 | 3.1  | .789 |    |    | 4.7  | 4.6  |    |     |    | 3.5 | 15.8 |
| 5  | Bob Boozer      | 24   | 79 |    | 31.5 | 5.2  | 11.8 | .438 |    |     |     | 3.3 | 4.7  | .707 |    |    | 10.2 | 1.6  |    |     |    | 3.5 | 13.7 |
| 6  | Adrian Smith    | 25   | 80 |    | 18.3 | 2.5  | 6.2  | .405 |    |     |     | 2.2 | 2.8  | .775 |    |    | 1.9  | 2.1  |    |     |    | 1.3 | 7.2  |
| 7  | Joe Buckhalter  | 24   | 63 |    | 11.6 | 2.4  | 5.3  | .458 |    |     |     | 1.1 | 1.7  | .620 |    |    | 4.2  | 0.7  |    |     |    | 2.0 | 5.9  |
| 8  | Hub Reed        | 25   | 80 |    | 18.1 | 2.5  | 5.8  | .441 |    |     |     | 0.8 | 1.0  | .732 |    |    | 5.5  | 0.7  |    |     |    | 3.3 | 5.8  |
| 9  | Bevo Nordmann   | 22   | 58 |    | 5.9  | 0.9  | 2.2  | .405 |    |     |     | 0.5 | 1.0  | .509 |    |    | 2.2  | 0.3  |    |     |    | 1.4 | 2.3  |
| 10 | Bob Wiesenhahn  | 23   | 60 |    | 5.4  | 0.9  | 2.7  | .317 |    |     |     | 0.3 | 0.5  | .567 |    |    | 1.9  | 0.4  |    |     |    | 0.8 | 2.0  |
| 11 | Dave Zeller     | 22   | 61 |    | 4.6  | 0.6  | 1.7  | .353 |    |     |     | 0.3 | 0.4  | .750 |    |    | 0.4  | 1.0  |    |     |    | 0.6 | 1.5  |

## Galardones y récords
| Jugador         | Galardón                 |
| Oscar Robertson | Mejor quinteto de la NBA |